# Pentathlon moderne aux Jeux olympiques de la jeunesse de 2018
Navigation
Édition précédente Édition suivante
Les épreuves de pentathlon moderne aux jeux olympiques de la jeunesse d'été de 2018 ont lieu au parc Roca de Buenos Aires, en Argentine, du 12 au 16 octobre 2018.

## Podiums
| Compétition        | Or                     | Argent                            | Bronze                         |
| ------------------ | ---------------------- | --------------------------------- | ------------------------------ |
| Individuel garçons | Ahmed Elgendy          | Egor Gromadskii                   | Ugo Fleurot                    |
| Individuel filles  | Salma Abdelmaksoud     | Emma Riff                         | Michelle Gulyás                |
| Relais mixte       | Gu Yewen Ahmed Elgendy | Salma Abdelmaksoud Franco Serrano | Laura Heredia Kamil Kasperczak |